# Love Sensuality Devotion: The Remix Collection
Love Sensuality Devotion: The Remix Collection – wydany w 2001 roku drugi album kompilacyjny grupy Enigma obok albumu Love Sensuality Devotion: The Greatest Hits, wydanego w tym samym roku. Zawiera dziewięć remiksów utworów grupy, wydanych na czterech poprzednich płytach w latach: 1990, 1993, 1996 i 1999. Michael Cretu zremiksował pięć utworów, cztery pozostałe - inni współpracownicy Enigmy.

## Lista utworów
1. Turn Around (Northern Light Club Mix) (Michael Cretu, Jens Gad) – 10:27
2. Age Of Loneliness (Enigmatic Club Mix) (Curly M.C.) – 6:14
3. Push The Limits (ATB remix) (Cretu, Gad) – 7:51
4. Gravity Of Love (Judgement Day Club Mix) (Cretu) – 5:59
5. Return To Innocence (380 Midnight Mix) (Curly) – 5:42
6. Sadeness (Part 1) (Violent U.S. Remix) (Curly, F. Gregorian, David Fairstein) – 4:43
7. Principles Of Lust (Everlasting Lust Mix) (Curly) – 4:56
8. Mea Culpa (Fading Shades Mix) (Curly, Fairstein) – 6:04
9. T.N.T. For The Brain (Midnight Man Mix) (Curly) – 5:56

### Autorzy remiksów
1. Peter Ries i Wolfgang Filz
2. Michael Cretu i Jens Gad
3. André Tanneberger
4. Peter Ries i Trance Atlantic Air Waves
5. Jens Gad
6. Michael Cretu
7. Michael Cretu
8. Michael Cretu
9. Michael Cretu